# Kinematograph

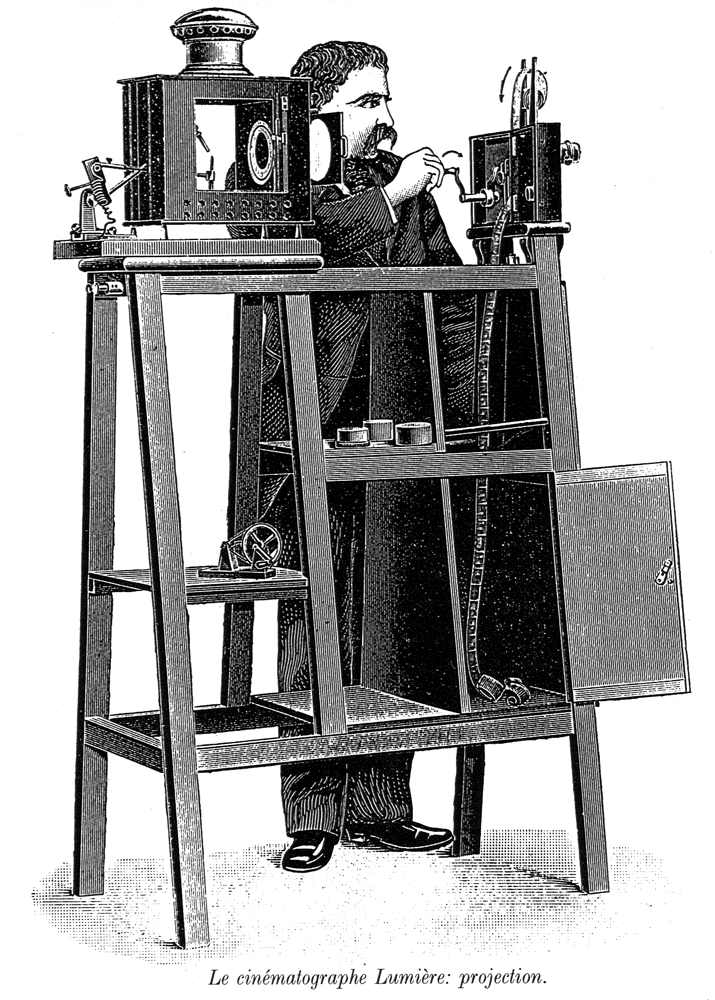
Filmvorführung mit dem Cinématographen
(Zeichnung von Louis Poyet)

Ein Kinematograph oder Kinematograf (franz. cinématographe, ursprünglich Kinétoscope de projection) war ein Apparat der Lumière-Gesellschaft, der Filmkamera, Kopiergerät und Filmprojektor in einem war (Réversible). Im Gegensatz zu Dickson verwendeten die Lumières 35-mm-Film, einfache Perforation und Greifer. Die erste geschlossene Vorführung mit dem Kinematographen fand am 22. März 1895 statt, die erste öffentliche am 28. Dezember 1895. Auf der Weltausstellung in Lüttich 1905
wurde ein Kinematograph einer breiten Öffentlichkeit vorgestellt.
Vor den Brüdern Lumière wurde bereits 1892 ein Cinématographe unter dem Namen des französischen Erfinders Léon Guillaume Bouly patentiert.

## Technische Beschreibung

### Der Greifermechanismus
Es handelt sich um den ersten filmtechnischen Apparat mit Greifermechanismus. Nach dem heutigen Stand der Forschung stammt ein erstes Modell vom Chefmechaniker der Fotoplattenfabrik, Charles Moisson (1863–1943), der 1894 im Auftrag der Familie, namentlich Auguste Lumière, geheim etwas baute, und zwar in Anlehnung an die Nähmaschine einen perforierenden Greifermechanismus (Fig. 46 und 47).
Der kreisrunde Exzenter auf der zentralen Welle führte zu starker Belastung der Filmperforation, welche aus ebenfalls kreisrunden Löchern bestand. Der Lochabstand und somit der Filmschritt betrug 20 Millimeter, die Perforationslöcher hatten den Durchmesser 2,8 Millimeter. Der Positionierabstand ist +2. Die Lochreihen liegen 28 Millimeter auseinander, das Bildfenster misst 20 mal 25 Millimeter.

### Das Gleichdick
Im Verlauf des Jahres 1895 wandte sich dann Louis Lumière an den Maschineningenieur Jules Carpentier mit der Bitte um Verbesserung der Mechanik. Dieser führte die später nach ihm benannte Kurvenscheibe ein, die Came Carpentier, das sogenannte Gleichdick (Fig. 1). Papierfilm konnte aufgegeben werden zugunsten von Celluloid-Film.
Das Rohmaterial der Lumière-Filme war zuerst 1⅜ Zoll breites, einseitig mattes Cellulosenitrat von der Blair Film Company, welches in Lyon mit der hauseigenen Emulsion Etiquette bleue (orthochromatisch, etwa 6 ISO) begossen und mit hauseigenem Stanzgerät perforiert wurde. Später wurde Blankfilm von der New York Celluloid Company aufbereitet. 1895–96 trat Victor Planchon als Rohfilmhersteller hinzu.

### Die Steuerscheibe
Nun hielten die Greiferspitzen vor dem Eintreten und dem Rückzug aus der Perforation einen Moment inne, wodurch der vorperforierte Film erheblich geschont wurde. Auch die Schlagarme für Vorschub und Rückzug des lochenden Greifers (Fig. 93) wurden ersetzt durch eine geschlossene Steuerscheibe. Der Öffnungswinkel im kreisrunden Umlaufverschluss betrug 170 Grad.
Der Antrieb geschah von Hand. Die Antriebswelle wurde mit einem Getriebe zur Hauptwelle 8 zu 1 übersetzt. Bei zwei Umdrehungen der Handkurbel vollführte der Cinématographe 16 Filmschaltungen.
Der Cinématographe Lumière wurde ohne federnde Schleifen im Film benutzt. Den Einfall dazu hatte gleichzeitig ein anderer Franzose, Eugène Augustin Lauste, als er 1895 in Amerika das Eidoloscope für die Familie Latham schuf.
Nach Lösen einer Rändelmutter auf der Zentralwelle konnte der Aufnahmeverschluss gegen die Wiedergabeblende getauscht werden. Diese hatte 240 Grad Öffnungswinkel, wie in der Radierung (Fig. 64) zu sehen ist. Der Positionierabstand betrug +3.

### Das Einstellen
Bildausschnitt und Schärfeneinstellung des Objektives werden ganz in der Tradition der Fotografie auf einer Mattscheibe oder auf einem Filmabschnitt vorgenommen, die man in den Filmkanal klemmt. Dunkeltuch und Lupe erleichtern den Vorgang. Mit einer Spiegellupe kann der Operateur das Bild aufrecht beobachten.

## Historische Einordnung

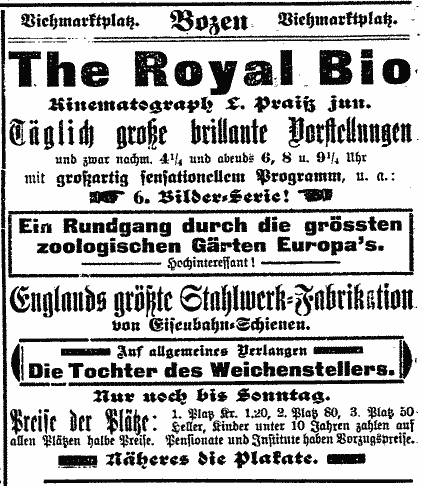
Werbeschaltung für eine kinematographische Vorführung in Bozen, 1906

Der erste Film aus dem Projekt Domitor vom Sommer 1894, Sortie des ouvriers des usines à midi, existiert nicht mehr. Die erhaltene Version ist ein am 19. März 1895 nachgestellter Streifen. Die erste Version war ein Bromsilbergelatine-Negativ auf Papier, von dem Louis Lumière ein einziges Celluloid-Positiv herstellte. Dieses kam bis 1895 mehrere Male zur Vorführung, litt aber wegen des sinusförmigen Gangs der Greiferspitzen im Apparat an ausgerissener Perforation.
Carpentier ersetzte den kreisrunden Exzenter zur Greifersteuerung durch eine spezielle Kurvenscheibe, nachdem Louis Lumière ihm das Problem geschildert hatte. Nach der Überarbeitung des Apparates bei Carpentier handelte es sich um einen wahren Réversible.
Carpentier erhielt von der Société Lumière Ende 1895 den Auftrag, 200 Exemplare zu bauen.
Wegen des Patentes, das Carpentier auf seinen eigenen Apparat hielt, blieb Lumière die mehrfache Unterbrechung des Lichtstrahls durch die rotierende Blende mit drei offenen Sektoren in der Projektion verwehrt. Dadurch wurden bei einer Vorführgeschwindigleit von 16 Bildern pro Sekunde 48 Hell- und Dunkelphasen pro Sekunde erzeugt. Der in New York City gehörte Ausspruch „Let's go to the flicks“ steht im Zusammenhang mit den stark flimmernden Lumière-Vorführungen, die 1896 dort stattfanden. Lumière-Filme flimmerfrei darzustellen, ist historisch falsch.
Die Patentzeichnung (Fig. 95) erzählt nur einen Teil der Geschichte. Carpentier verringerte die Dunkelphase mit einem ausgeklügelten Getriebe auf 120 Grad, doch konnte das Projektionsflimmern dadurch auch nicht ganz verschwinden.

## Wirtschaftliche Verwertung
Wegen seiner Leichtigkeit fand der Cinématographe schnell weltweite Verbreitung. Ab 1896 sandte die Gesellschaft Operateure mit Vertrag in alle Richtungen aus. Das waren die ersten Filmreporter. Wegen der technischen Begrenzung auf etwa eine Minute Filmaufnahme verloren die Filmleute aber mit den Jahren das Interesse an der relativ teuer angebotenen Apparatur.
1905 gaben die Lumières das Projekt Domitor auf und verkauften alles Material und die Patente an Pathé Frères. Sie verdienten mit ihren Cinématographen und dem Filmhandel (umgerechnet auf März 2009) etwa 65 Millionen Euro.